# EG van de Stadt
Ericus Gerardus „Ricus“ van de Stadt (* 4. Februar 1910; † 7. September 1999) war ein niederländischer Yachtkonstrukteur.
Zusammen mit Kees Bruynzeel und dessen Erfindung eines Bootsbausperrholzes begründete er den industriellen Sportbootsbau in den Niederlanden.
Seit seinem Ruhestand ab 1978 wird der Name Van de Stadt von einem Designteam weitergeführt.

## Designs
- EFSIX
- Pionier
- Randmeer
- Stormvogel
- Trial
- Valk
- Wibo
- Zeevalk
- Etap 20
- Varianta 65